# Новогорєлово
Новогорєлово (рос. Новогорелово) — селище у Ломоносовському районі Ленінградської області Російської Федерації.
Населення становить 3658 осіб на 2021 р. Належить до муніципального утворення Виллозське міське поселення.

## Географія
Населений пункт розташований на західній околиці міста Санкт-Петербурга.
Новогорєлово розташоване у східній частині району, на північ від адміністративного центру поселення міського селища Віллозі.
Селище знаходиться на Волхонському шосе поблизу його перетину з КАД та Талліннським шосе.
Західним кордоном селища протікає річка Дудергофка. По південному кордоні проходить Ліговський канал.

## Історія
Згідно із законом від 24 грудня 2004 року № 117-оз належить до муніципального утворення Виллозське міське поселення.
Населений пункт село Новогорєлово було утворено у 2009 році. Раніше на цьому місці були сільгоспугіддя.
Обласним законом № 134-оз від 25 грудня 2018 року село Новогорєлово було перетворено на селище Новогорєлово.